# جاك أهيرن
جاك أهيرن (بالإنجليزية: Jack Ahearn)‏ هو متسابق دراجات نارية أسترالي. نافس في سباقات بطولة العالم الفئة 500 سي سي و 350 سي سي و 125 سي سي و 50 سي سي. كما شارك في كأس جزيرة مان السياحية.